# Pere Blai
Pere Blai, también conocido en español como Pedro Blay (Barcelona, 1553 - Barcelona, 3 de julio de 1620) fue un arquitecto español. Probablemente se formó con su padre, también llamado Pere Blai, maestro de fuentes de Barcelona.

## Trayectoria
La relación profesional que mantuvo con Jaume Amigó, párroco de Tivisa y experto tracista, influyó de forma importante en sus conocimientos del estilo renacentista y en su nombramiento como maestro mayor de la diócesis tarraconense.
Entre sus obras en Tarragona destacan la capilla del Santísimo (1582) y las capillas de San Juan y San Fructuoso (1592) de la catedral de Tarragona, así como las iglesias parroquiales de La Selva del Campo (1582), Valls (1583), Ulldemolins (1587), Cornudella de Montsant (1599) y Riudoms (1617). También remodeló el palacio episcopal (1586) y construyó el seminario (1593).
En 1565 Lluís d'Icard le encargó la construcción del castillo-palacio de Torredembarra, único edificio actualmente en pie de planta entera del Renacimiento catalán. El edificio despertó un innegable interés, dado el alto rango del propietario.
Su encargo más importante fue la construcción de la fachada sur del palacio de la Generalidad de Cataluña en la plaza de San Jaime de Barcelona (1596-1619). Se quería una construcción alineada con el estilo de la época, en contraste con el estilo gótico del resto del palacio. La obra debía durar cuatro años, pero acabó en veinte, después de muchas polémicas y períodos de paro de las obras. Inspirada en modelos romanos tomados de Antonio da Sangallo y Miguel Ángel, la nueva fachada presenta tres cuerpos, el central más ancho que los laterales, enmarcados por dos pilastras corintias, y con cuatro niveles: uno de basamento almohadillado, otro con entablamento y ventanas con frontones alternos curvos y triangulares, otro con cornisa y ventanas pequeñas —algunas ciegas—, y otro con entablamento y balaustrada. El portal es dórico con arco de medio punto, con entablamento y una hornacina con el escudo de la Generalidad; en el siglo XIX se le añadió una escultura de San Jorge, de Andreu Aleu. La fachada se cubre con una cúpula con linterna, recubierta de tejas verdes y amarillas. Blai reformó también la capilla de San Jorge del palacio —actual Salón de San Jorge—, de tres naves de igual altura —al estilo hallenkirche o «planta de salón»—, con pilares cuadrangulares de orden dórico-toscano, bóvedas de arista y una cúpula elíptica sobre el crucero. Por sus líneas severas denota la influencia herreriana.
A raíz de este trabajo hizo una serie de intervenciones en Barcelona, como las capillas de San Raimundo de Peñafort y de Santo Domingo en la iglesia del convento dominico de Santa Catalina (1602), diversos trabajos en la fachada y el campanario de la iglesia de los Santos Justo y Pastor (finales del siglo XVI), algunas estancias del convento de San Agustín (1607) y la Cruz del Portal del Mar (1609). También realizó el proyecto de la iglesia de Igualada (1601), así como la reforma del castillo de Canet (1617).